# Drammen
Drammen er en by og en kommune i Buskerud fylke i Norge. Den grænser i nordøst mod Lier, i nord mod Modum, i syd mod Holmestrand, og i vest mod Øvre Eiker. Den var en del af Viken fylke som blev etableret 1. januar 2020, men opløst fra 1. januar 2024.

Den bymæssige bebyggelse strækker sig ind i Lier, Øvre Eiker og Holmestrand. Sammenlagt et byområde med 139.918 indbyggere hvoraf 101.859 bor i Drammen kommune (2020). Drammen er også den næststørste indvandrerby i Norge efter Oslo. Lidt mere end 28 % af indbyggerne er flerkulturelle.
Det er en industri og havneby, og samtidigt et trafikknudepunkt for både vejtrafik og jernbane.

## Historie
I 1200-tallet voksede der et strandsted frem på begge sider af Drammenselvens udløb. I 1500-tallet havde elven omfattende tømmerflådning, og ved vandfaldene savmøller. Norges vigtigste trælasthavn for sin tid blev anlagt her. Omkring 1600 omtales Bragernes som ladested. Tømmerflådning ned af Drammenselven til Drammensfjorden gjorde byen til Norges største ind- og udførselsåre for tømmereksport, og omkring 1650 eksporterede havnen det dobbelte af Christiania og det samme som alle de øvrige havne i Oslofjorden. I 1715 fik de to ladesteder Strømsø og Bragernes hver for sig status som købstad. Først i 1811 blev de slået sammen under navnet Drammen. Borgerne havde dog bedt om, at byen skulle få navnet Frederikstrøm efter Frederik 3.

### Torvslaget i 1881
24. juni 1881 blev hæren sat ind mod strejkende savmøllearbejdere. Arbejderne på Hotvedt Dampsav lagde arbejdet ned, efter at chefen havde opdaget, at hans ansatte tjente bedre end ansatte i byens andre træindustribedrifter, og af frygt for lavere fortjeneste varslede, at lønnen ville blive nedsat. 23. juni stormede de i protest de savmøller, som stadig var i drift. Da to arbejdere blev arresteret, opstod voldsomme demonstrationer foran politistationen på Bragernes torv. Politimesteren løslod de to arrestanter, men hæren blev tilkaldt fra hovedstaden, og 24. juni ankom 120 soldater. To nye arbejdere blev arresteret, og det kom til voldsomme sammenstød mellem soldater og de strejkende. Da borgmester Thomas Bang blev rammet af stenkast efter at have læst oprørsloven højt for den oprørte mængde, blev seks skarpe skud affyret. En rikochetterende kugle traf den 15-årige Martinius Tømmeraas, en enkes eneste søn, som blev dræbt. En anden arbejder døde senere af skader. Dette var første gang efter 1814, at nordmænd blev angrebet og dræbt af norske soldater, og første gang norske arbejdere var dræbt af øvrigheden under en strejke.

## Bydele
Drammen har følgende geografiske bydele:
- Austad/Fjell:
  - Austad har sit navn fra den historisk kendte Austad gård som i dag er en del af Drammens museum.
  - Fjell er domineret av blokbebyggelse og er den mest flerkulturelle bydel i Drammen. I Fjell ligger Fjell skole.
- Bragernes hed før i tiden Brakernes. Bydelen ligger på nordsiden af Drammenselva, og her ligger centrum, med Bragernes torg og Bragernes kirke. Adgang til Bragernesåsen sker gennem den seværdige Spiralen, en vejtunnel bag byens sygehus.
- Gulskogen: I Gulskogen finder man Gulskogen stasjon som er stationen før Drammen Station på Randsfjordbanen (i vestgående retning).
- Galterud ligger mellem Austad og Fjell. I Galterud ligger Galterud skole. Galterud grænser op til Strømsøåsen og Strømsøskog.
- Konnerud er Drammens nyeste bydel, beliggende på toppen af Drammensmarka mod sydvest.
- Skoger var frem til 1964 en del af den tidligere selvstændige Skoger kommune.
- Strømsø/Danvik:
  - Strømsø (centrum) huser tre skoler, blandt andet en videregående skole, Drammen VGS.
  - Danvik ligger langs åssiden på Strømsø mellem Austad, Gulskogen og Marienlyst. I Danvik finder man den kristne folkehøjskole Danvik Folkehøgskole - Internasjonalt Mediesenter og grundskolen Danvik skole.
- Tangen/Åskollen:
  - Tangen: Havnen på Tangen har historisk set været præget af skibsbyggeri og søfart, som har givet næringsgrundlag for butikker og småbedrifter i bydelen.
  - Åskollen: Glassverket IF og musikkorpset Glassverket Musikkorps hører til i Åskollen.
- Åssiden er Drammens største bydel, beliggende mellem Drammenselva og Drammensmarka. Åssiden ligger op mod Solbergelva, og her ligger der tre grundskoler og én ungdomsskole. Skicenteret Aronsløypa og Kjøsterudjuvet ligger i området ovenfor bydelen. Åssiden tilhørte tidligere Lier Kommune.
- Øvre Sund-området, nydeligt placeret langs elven, har et særpræg som har kvalificeret området til at blive fredet. Bygningerne stammer fra 1700- og 1800-tallet.

## Virksomhed
Møbelkæden Møbelringen har hovedkontor i Drammen.

## Venskabsby
Drammens danske venskabsby er Kolding.